# Белгийска овчарка
Белгийската овчарка (на англ. Belgian Shepherd Dog) е порода кучета, отнасящи се към работните овчарски кучета. Има няколко разновидности: Грюнендал, Лакеноа , Малиноа и Тервюрен. По класификацията на МФК всички тези кучета се отнасят към една порода
. В някои страни те се приемат за различни една от друга породи.

## Въведение
Както вече бе отбелязано, има 4 разновидности на белгийската овчарка:
- Грюнендал (черна дългокосместа)
- Лакеноа
- Малиноа (късокосместа)
- Тервюрен (дългокосместа с окраска, различна от черна)

Всички те се различават преди всичко по дължината на козината и нейния цвят.
В САЩ като белгийски овчарки са известни само грюнендал. Малиноа и тервюрен са обособени като отделни породи – „белгийска малиноа“ и „белгийски тервюрен“, а лакенуа – най-рядката от четирите вида – въобще не е призната .

## Грюнендал
- Големина: средноголяма
- Податливост на тренировка: висока
- Поддръжка на козината: ниска
- Падане на козината: високо
- Нужна тренировка: ежедневна разходка и много бягане
- Ниво на енергията: високо
- Пазене: високо – куче пазач
- Здраве: OFA, CERF сертификати

### Характер на Белгийската овчарка Грюнендал
Белгийската овчарка Грюнендал е много обичливо куче, с разнороден талант, силна воля и голяма схватливост. То е много покорно и интелигентно, което го прави подходящо за дресировка. Добре социализирана Белгийската овчарка Грюнендал е самоуверена и уравновесена. Кучетата от тази порода са добри другари, защото са много предани, но някои от тях са и упорити. Тази благородна порода има неизчерпаема енергия и обожава да играе. Има отлични умения, когато става дума за решаване на проблеми, много бързо възприема и е покорно, когато е правилно обучавано.
Белгийската овчарка Грюнендал се разбира добре с внимателни деца, както и с децата, с които е отраснала. Има силни защитнически инстинкти и в присъствието на непознати може да се държи резервирано. Силно се привързва към семейството си, а по-малките животни понякога ги възприема като жертва и започва да ги преследва.
Кучетата от тази порода са по-подходящи за хора с опит в отглеждането на кучета. Тяхното покровителствено отношение към стопаните му ги прави отлични кучета пазачи. Не понасят жегите, но се чувстват добре в студено време. Обожават да са около хора и могат да бъдат много лоялни.

### Външен вид
Белгийската овчарка Грюнендал тежи около 18 – 40 кг и достига на височина 56 – 66 см. Горната козина е дълга, права и гъста, а под нея има гъста подкозина. Цветът ѝ е черен, въпреки че някой кучета имат малки бели петна. Ушите са изправени, а изражението будно и изразително.
- Поддръжка на външния вид

Козината на Белгийската овчарка Грюнендал пада много обилно и затова не е особено подходяща за хора с алергии. Важно е козината да се сресва веднъж седмично и по-често, когато пада по-обилно. Навлажняването на козината с влажна кърпа преди сресване ще предотврати накъсването на косъма. Необходимо е редовно да се почистват зъбите, за да се предотврати появата на кариеси. Козината по лапите трябва да се подрязва, както и от външната страна на ушите.

### Здравословни проблеми и продължителност на живота
Продължителността на живот на Белгийската овчарка Грюнендал е около 10 – 12 години. Съществуват редица болести, които засягат породата – проблеми с щитовидната жлеза, епилепсия, катаракт и др. Родителите на вашето кученце трябва да имат OFA и CERF сертификати.